# Chiesa di San Pietro Apostolo (Parma, Baganzola)
La chiesa di San Pietro Apostolo è un luogo di culto cattolico dalle forme neoclassiche, situato in strada Chiesa di Baganzola 15 a Baganzola, frazione di Parma, in provincia e diocesi di Parma; è sede di una parrocchia compresa nella zona pastorale della città.

## Storia
L'originario luogo di culto a servizio del borgo di Baganzola fu costruito in epoca medievale, ma nel 1180 fu distrutto, insieme al villaggio, dalla furia delle acque del vicino torrente Parma durante una rovinosa alluvione; il tempio fu completamente riedificato in stile romanico su un impianto a navata unica, priva di abside, sviluppata su un insolito orientamento nord-sud.
Nel 1230 la Capelle S. Petri de Bazanzola fu citata nel Capitulum seu Rotulus Decimarum della diocesi di Parma tra le dipendenze della pieve di Castelnovo.
Nella prima metà del XV secolo, conseguentemente all'aumento degli abitanti del villaggio, il luogo di culto medievale fu profondamente modificato, ruotando di 90° l'orientamento della navata e ampliando l'intera struttura.
Nel 1564 la chiesa fu elevata a sede parrocchiale autonoma e nel 1685 fu eretta al rango di arcipretura onoraria.
Nel 1881 il luogo di culto fu sottoposto a lavori di restauro.
Nel 1911 la chiesa fu parzialmente ristrutturata su progetto dell'ingegner Massimo Maffei, con la costruzione dell'abside, di due cappelle sul lato destro e di una su quello sinistro, in adiacenza alla facciata, e con la sopraelevazione del duecentesco campanile in stile neoromanico.
Nel 1933 l'edificio fu interamente restaurato, rimuovendo anche le lapidi presenti all'interno e all'esterno.
Tra il 1966 e il 1971 gli altari laterali furono rimossi e l'antico altare maggiore in muratura fu sostituito con uno a mensa in legno.
Tra il 1994 e il 1998 la chiesa fu nuovamente ristrutturata, col rifacimento delle pavimentazioni, la realizzazione degli impianti e la decorazione dell'abside.

## Descrizione

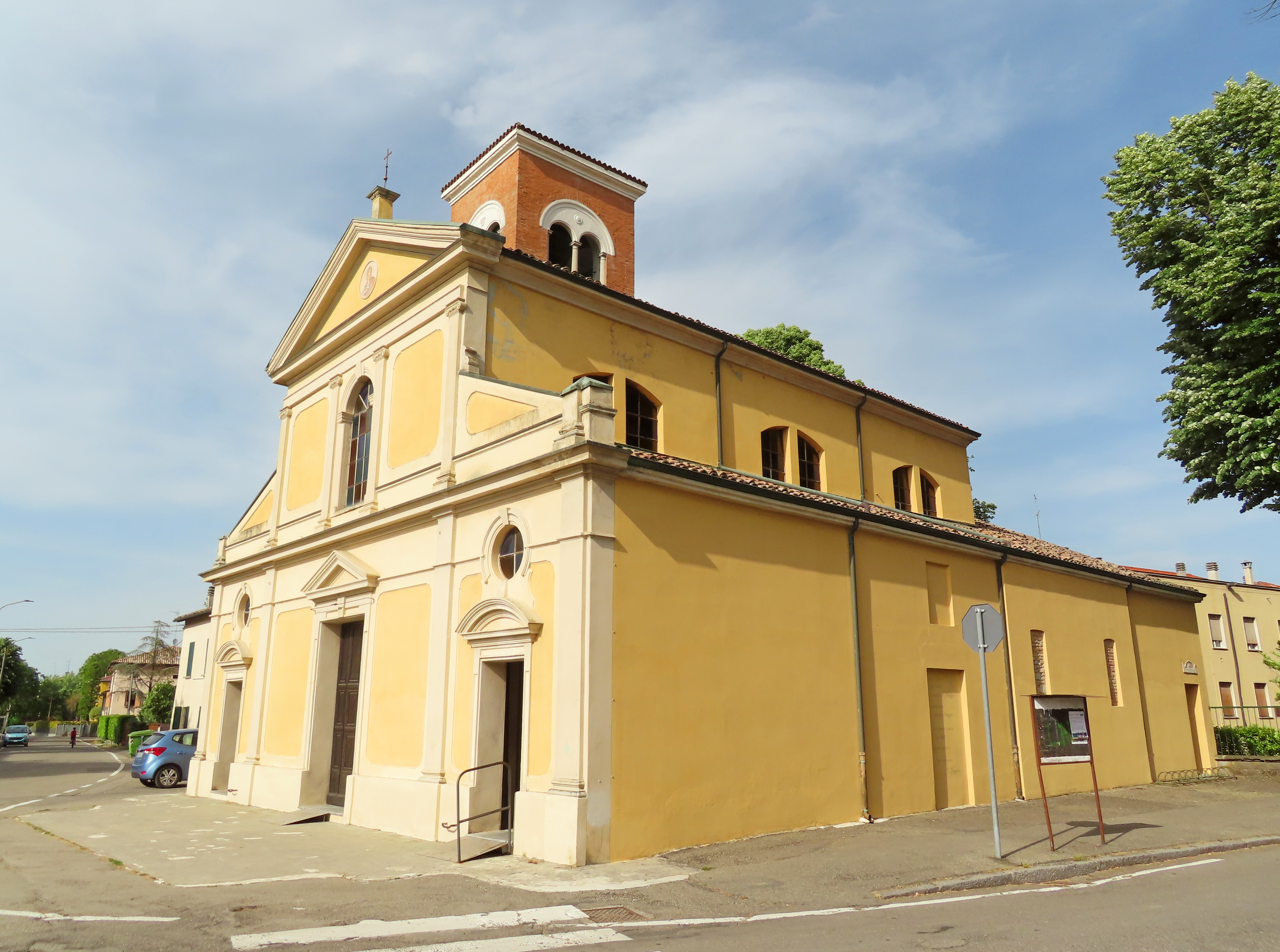
Facciata e lato sud

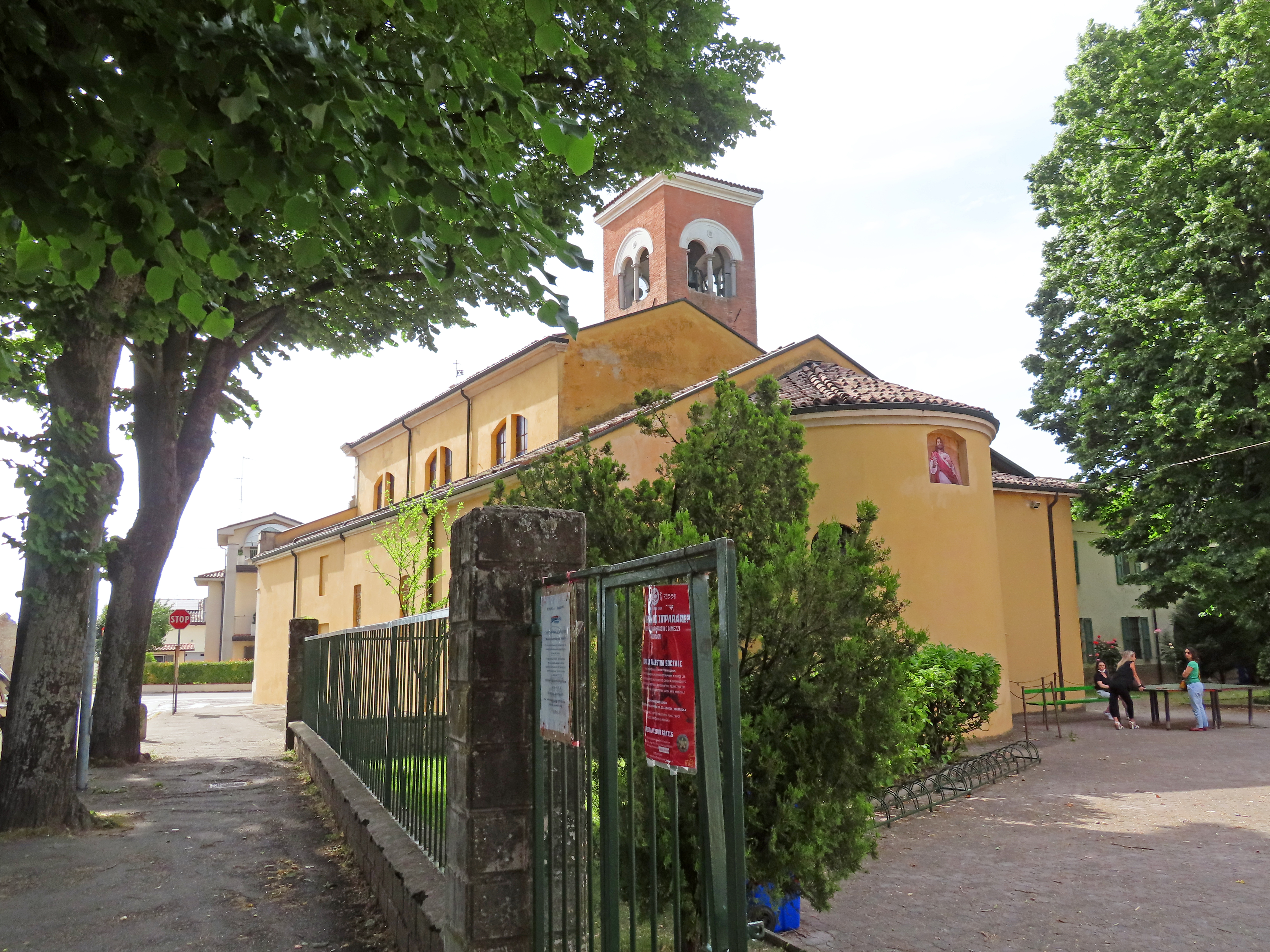
Abside e lato sud

La chiesa si sviluppa su un impianto a tre navate affiancate sul fondo da due cappelle sul lato destro e una su quello sinistro, con ingresso a ovest e presbiterio absidato a est.
La simmetrica facciata a salienti, interamente intonacata, è scandita orizzontalmente in due parti da un cornicione modanato in aggetto. Inferiormente lo spazio è tripartito da quattro lesene coronate da sottili capitelli dorici; al centro è collocato, tra due specchiature con angoli arrotondati, l'ampio portale d'ingresso principale, delimitato da due piedritti scanalati e sormontato da un frontone triangolare in aggetto; ai lati si trovano, all'interno di specchiature, i più piccoli portali d'accesso secondari, affiancati da piedritti scanalati e coronati da frontoni circolari; più in alto si aprono due oculi circolari con cornici spezzate. Superiormente lo spazio centrale è scandito da quattro lesene con capitelli ionici; nel mezzo è collocato un ampio finestrone ad arco a tutto sesto, con cornice scanalata, mentre i lati sono decorati con specchiature; alle estremità gli spioventi si concludono in due pilastrini coronati da piccoli pinnacoli piramidali. A coronamento si staglia un grande frontone triangolare con cornice modanata in aggetto; al centro è collocato un medaglione circolare raffigurante San Pietro Apostolo.
Dai fianchi intonacati della navata centrale, illuminati da una serie di bifore in sommità, aggettano i volumi più bassi delle navatelle. Al termine del lato sinistro si eleva il campanile; la metà inferiore della torre, risalente al XIII secolo, è rivestita in pietre di fiume e mattoni disposti a maglia irregolare; nella parte superiore in laterizio, sopraelevata nel 1911, è collocata la cella campanaria, che si affaccia sulle quattro fronti attraverso ampie bifore ad arco a tutto sesto, scandite da colonnine in arenaria.
All'interno la navata centrale, coperta da una volta a botte lunettata decorata con affreschi, è separata dalle laterali, chiuse superiormente da volte a crociera dipinte, attraverso una serie di arcate a tutto sesto, rette da massicci pilastri decorati con lesene doriche.
Il presbiterio, lievemente sopraelevato, è preceduto dall'arco trionfale a tutto sesto, retto da pilastri; l'ambiente, coperto da una volta a crociera, accoglie l'altare maggiore ligneo a mensa, decorato con la raffigurazione della Cena in Emmaus; l'abside, chiusa superiormente dal catino a semicupola, è ornata sul fondo, tra due monofore ad arco a tutto sesto, con un grande dipinto murario rappresentante Cristo risorto tra i santi Pietro e Paolo, eseguito tra il 1994 e il 1998.
La chiesa conserva alcune opere di pregio, tra cui un dipinto tardo-seicentesco rappresentante Cristo consegna le chiavi a san Pietro, un olio raffigurante San Pietro Apostolo pentito, realizzato nel 1840 da Stefano Ferretti su commissione della duchessa di Parma Maria Luigia, un'ancona settecentesca e due statuette lignee cinquecentesche, rappresentanti San Pietro e San Paolo.